# Квадратна нотація
Квадратна нотація (нім. Quadratnotation, Quadratschrift) — система невменно-лінійної музичної нотації, якою записували католицькі богослужбові монодії XII—XIV століть.

## Загальна характеристика
Термін «Quadrat-Notation» ввів у науковий обіг Фрідріх Людвіг стосовно нотації, застосованої у рукописних збірках школи Нотр-Дам (між 1150 і 1250 рр.). Ця назва пов'язана із квадратною формою знаків, що використовує ця нотація, і, насамперед, графеми «пункт» (лат. punctum).
Знаки квадратної нотації походять від невменної, проте розміщуються на чотирилінійному нотоносці з ключами F або C, додаткові лінійки у старовинних рукописах зазвичай не використовуються. Наявність лінійок дозволяє сучасним дослідникам впевнено трактувати висоту звуків мелодії.
Натомість тривалість нот невмами не фіксується, а вираховувалась досвідченими співаками на основі просодії та лігатур. Для сучасних дослідників відсутність точної фіксації ритму складає трудність і призводить до дискусій щодо правильного прочитання.

## Історичний нарис

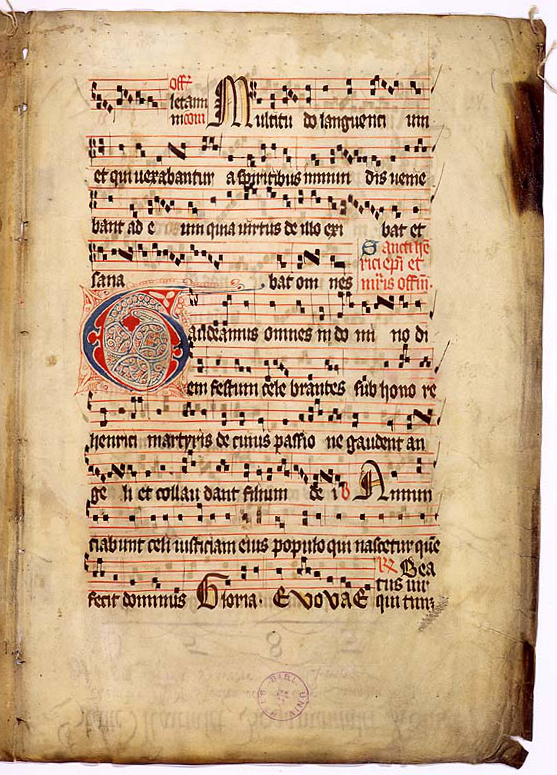
Сторінка рукопису градуалу XV ст. (з Турку) у квадратній нотації. У центрі (з ілюмінованою буквицею G) відомий інтроїт «Gaudeamus omnes in Domino»

Згідно з дослідженнями Рене Есбер [1954], квадратну нотацію розроблено XII ст. на основі французьких регіональних традицій невменної нотації. До середини XIII ст. у великих центрах християнської культури Франції (Париж, Сен-Дені, Руан, Тур, Шартр та ін) старі співочі книги були переписані квадратною нотацією. Новий стиль нотації швидко поширився на Британські острови, де, зокрема, в 1274 р. у квадратній нотації був записаний відомий латинський гімн «Nobilis humilis», а також Іспанії та Італії. Натомість у Німеччині та німецькомовних землях сформувався власний різновид лінійного запису невм — так звана готична нотація.
До нашого часу збереглися рукописні збірки школи Нотр-Дам, що іменуються «Magnus liber organi» — органуми, клаузули та ранні мотети. Також квадратна нотація застосовується у великих збірках мотетів XIII ст. (кодекси з Бамберга та Монпельє, градуалах з Руанського собору (F-Pn lat.904) та паризького абатства Сен-Віктор (F-Pa 197), антифонаріях Вустерського (GB-WO F.160) та Солсберійського соборів (Sarum; GB-Cu Mm.2.9), у збірках бенедиктинців в Айнзідельні, цистерціанців у Вонненталі, амвросіанців у Мілані тощо.
Окрім літургійних жанрів, збірки «Magnus liber organi» включали і паралітургійну музика — кондукти (латинські пісні). На відміну від клаузул, трьох- і чотириголосних органумів та мотетів, нотованих у квадратній нотації, кондукти (особливо одноголосні) не піддаються впевненій ритмічній розшифровці.

У квадратній нотації записані також зразки одноголосної менестрельної музики XII—XIV століть (пісні трубадурів, труверів і мінезингерів, у тому числі найпопулярніша естампіда «Kalenda Maya» Раймбаута де Вакейраса), паралітургійні пісні різних національних традицій драми (як знаменита «Ludus Danielis» в рукописі з Бове, XIII ст.). Нотні приклади у музично-теоретичних працях та дидактичних посібниках (наприклад, у підручниках контрапункту та численних тонаріях) XIII—XV ст. також фіксувалися у квадратній нотації.
У квадратній нотації виявилася загальна для пізнього Середньовіччя тенденція до відокремлення музичної складової музично-поетичного цілого. Окремі звуки нової мелодії стали записувати одиночними невмами, незалежно від кількості звуків, що припадали на один склад (як силабічному або мелізматічному співі).
Починаючи з XIV ст., у «квадратні» нотні рукописи систематично включалися графеми, властиві мензуральної нотації (наприклад, символи темпусу/ пролації); змішана форма нотації ускладнює інтерпретацію ритму. Одним із найвідоміших прикладів подіюної нотації зберігається в Британській бібліотеці (GB-Lbl Add. 29987, бл. 1400).

## Історичне значення
Квадратна нотація стала важливим етапом розвитку церковної та світської музики. У римо-католицькому богослужінні з останньої чверті XIII ст. до Другого Ватиканського собору квадратна нотація стала de facto регулярною формою фіксації григоріанської монодії; з цієї причини в XIX столітті її почали називати римською хоральною нотацією.
Крім того, записи квадратною нотацією давніх розспівів, що початково були записані безлінійними невмами, використовуються медієвістами для ретроспективного дослідження і розшифровки давніших манускриптів.
Квадратна нотація вплинула на формування Київської нотації, що з'явилась наприкінці XVI століття.